# Kaj Mervild
Kaj Sofus Mervild (14. august 1895 i Gudum Sogn – 12. september 1941) var en dansk skuespiller.
Mervild debuterede i 1914 på Aalborg Teater i rollen som Per i En søndag på Amager. Han fik sin skuespilleruddannelse ved Det Kongelige Teaters Elevskole i 1916 og brød igennem i Tivolis Sommerrevy i 1918, hvor han både var forfatter og medvirkende. Fra 1920 til 1925 var han på operette-turné med Otto Jacobsen og Gerda Christophersen. Han var nogle år tilknyttet Betty Nansen Teatret og fra 1925 til 1928 Aarhus Teater. Sammen med sin hustru, Inger Bolvig, var han fra 1929 til 1931 ansat ved Odense Teater for senere at komme til Dagmarteatret og Riddersalen. I 1934 blev han direktør for Casino Teatret, der måtte lukke fem år senere. Han sluttede karrieren på Odense Teater.
Kaj Mervild var bror til radiomanden Stig Mervild.

## Filmografi
- Skal vi vædde en million? (1932)
- Lynet (1934)
- Plat eller krone (1937)
- Balletten danser (1938)
- Skilsmissens børn (1939)
- I dag begynder livet (1939)
- En pige med pep (1940)
- En mand af betydning (1941)
- Gå med mig hjem (1941)